# Biserica de lemn din Chendremal

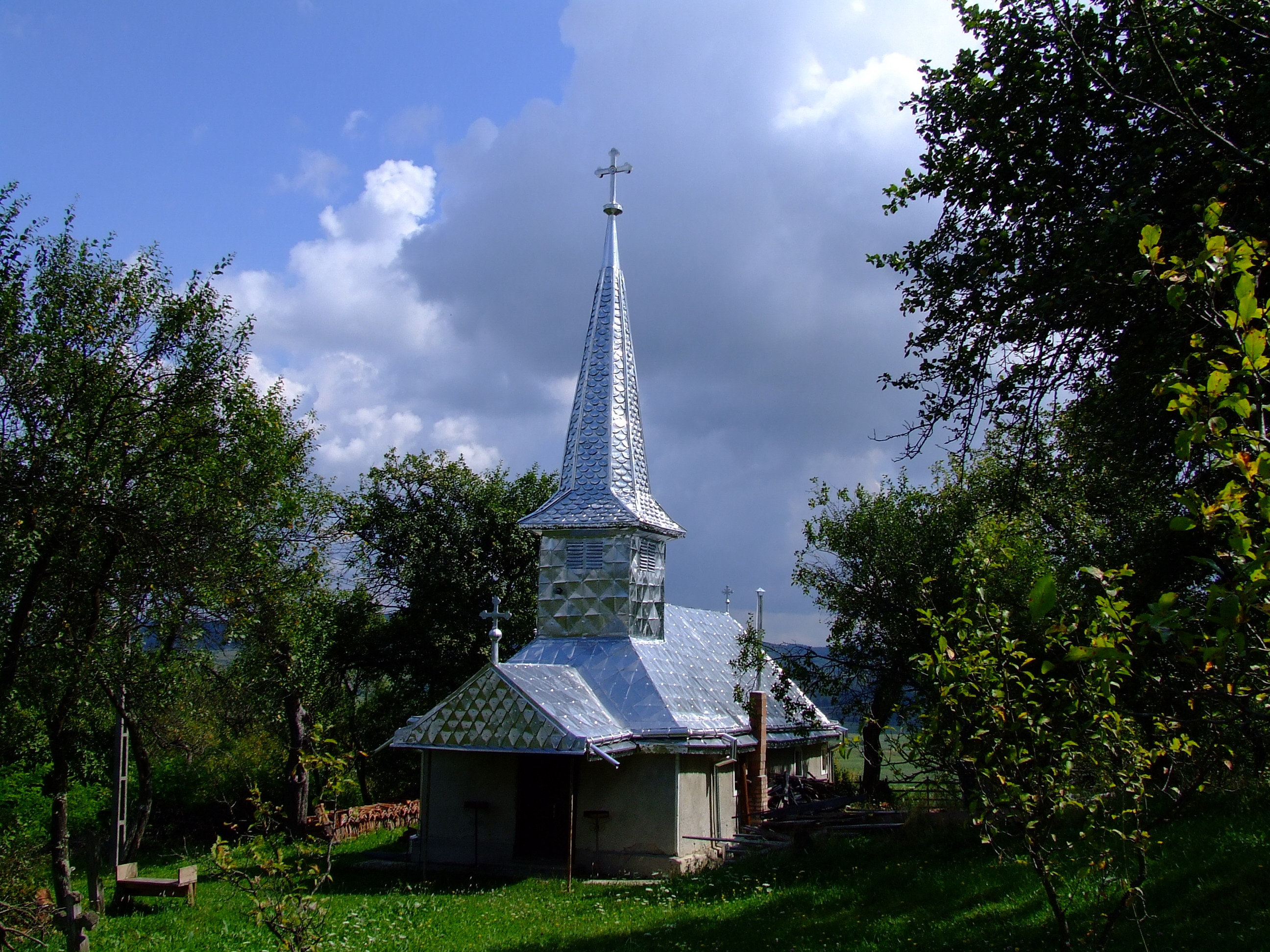
Biserica de lemn din Chendremal

Biserica de lemn din Chendremal se află în localitatea omonimă din județul Sălaj și datează din anul 1851. Biserica este reprezentativă între cele rămase pe dinafara listei monumentelor istorice.

## Imagini

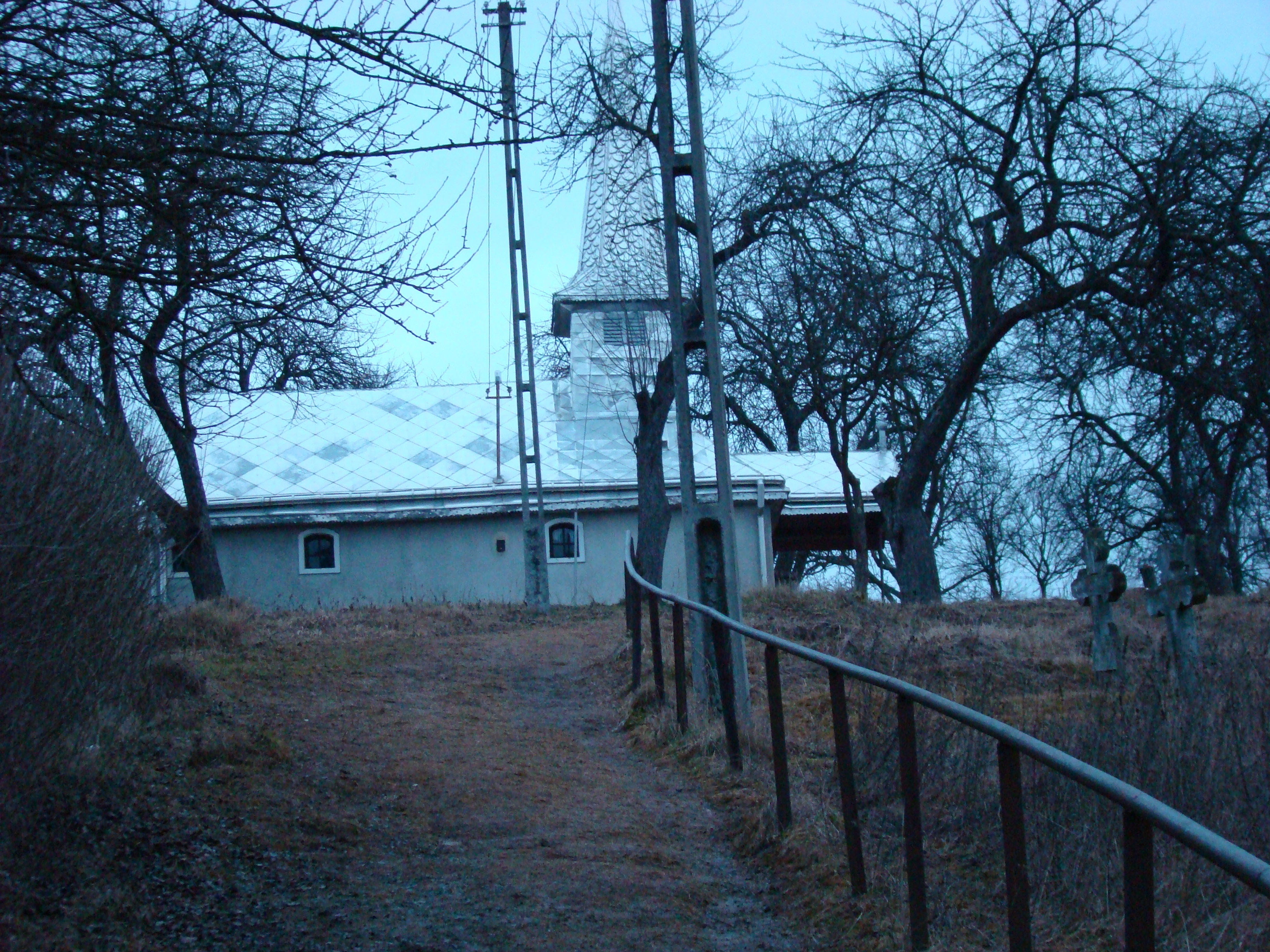
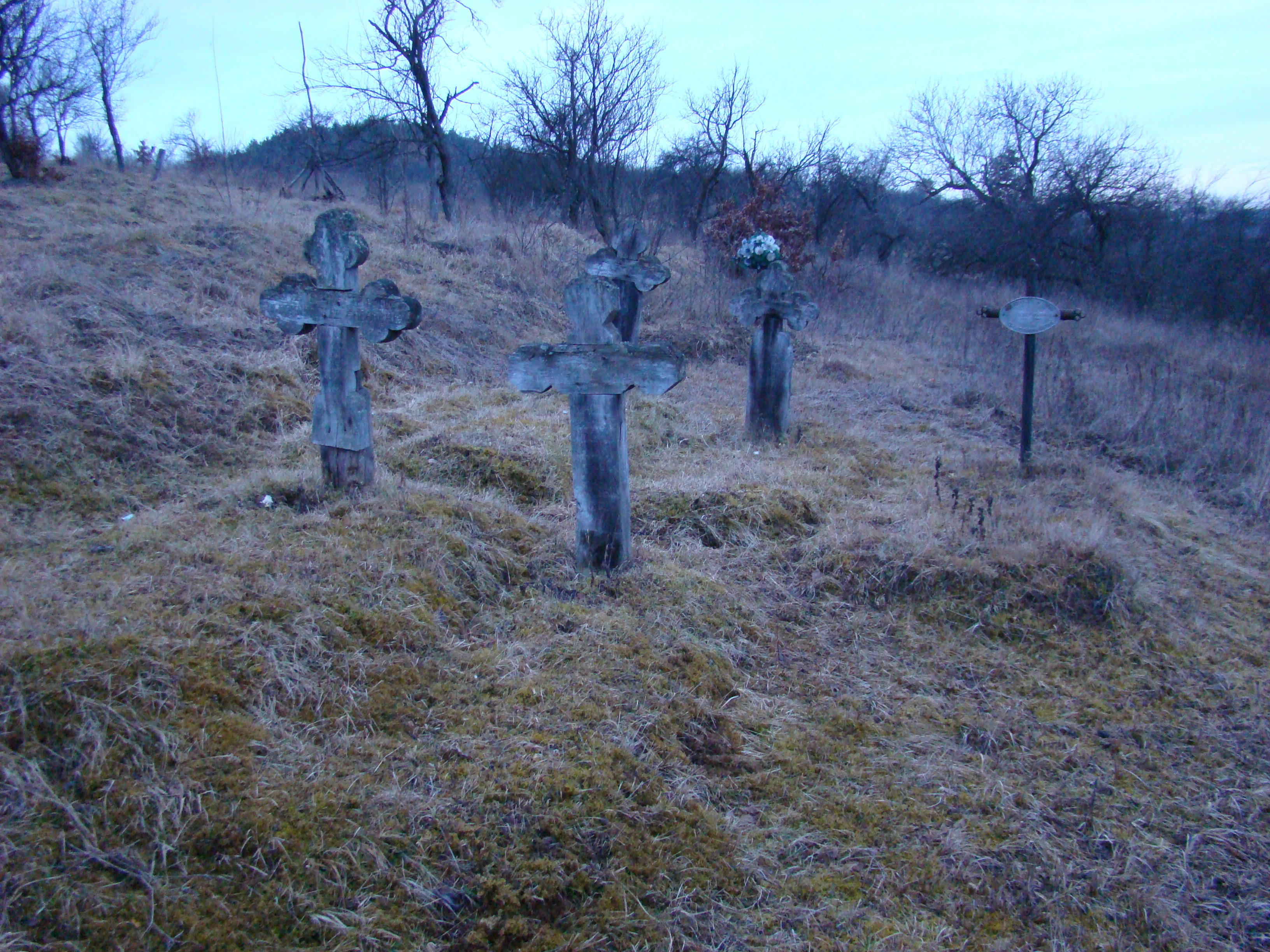
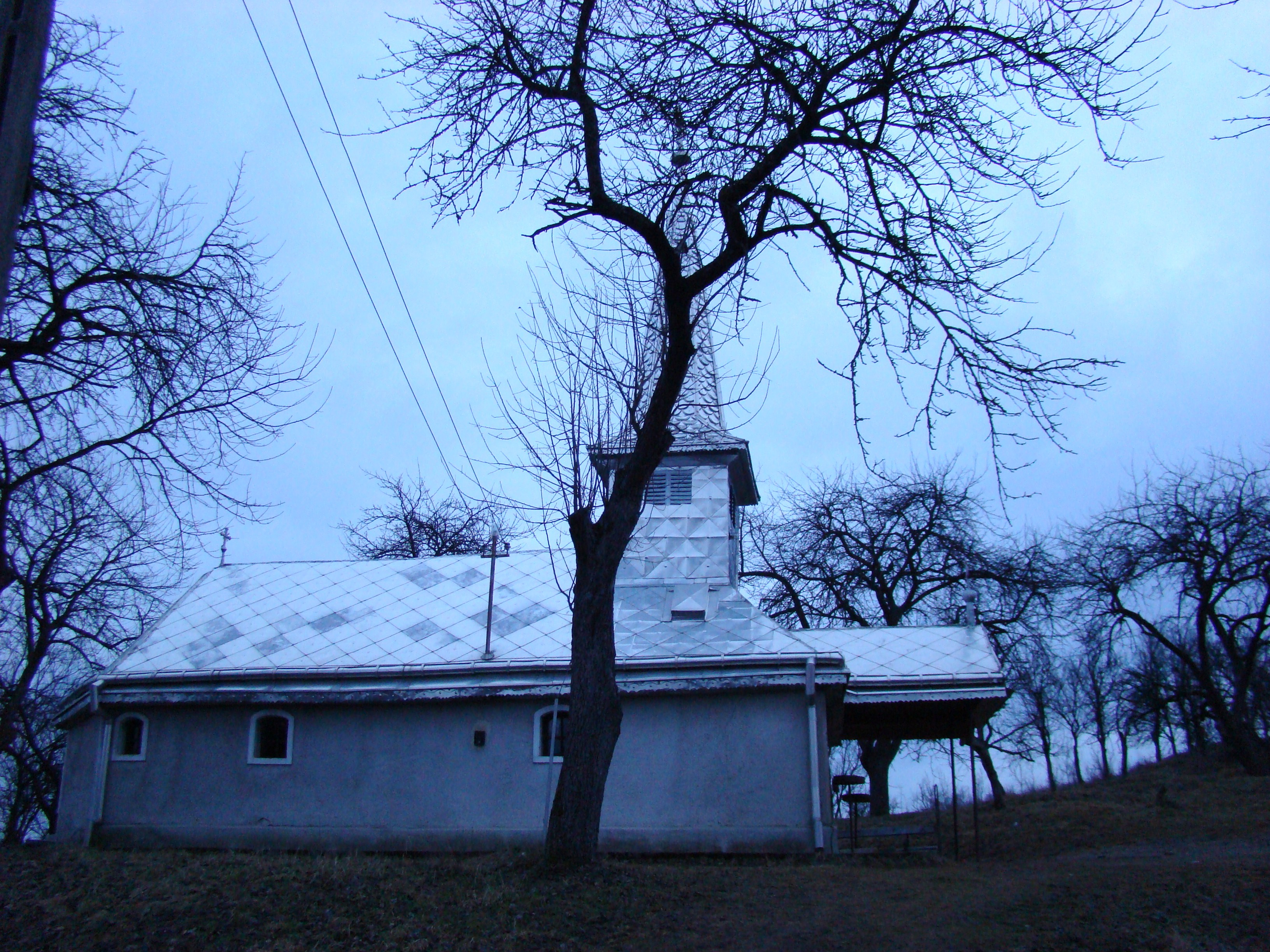
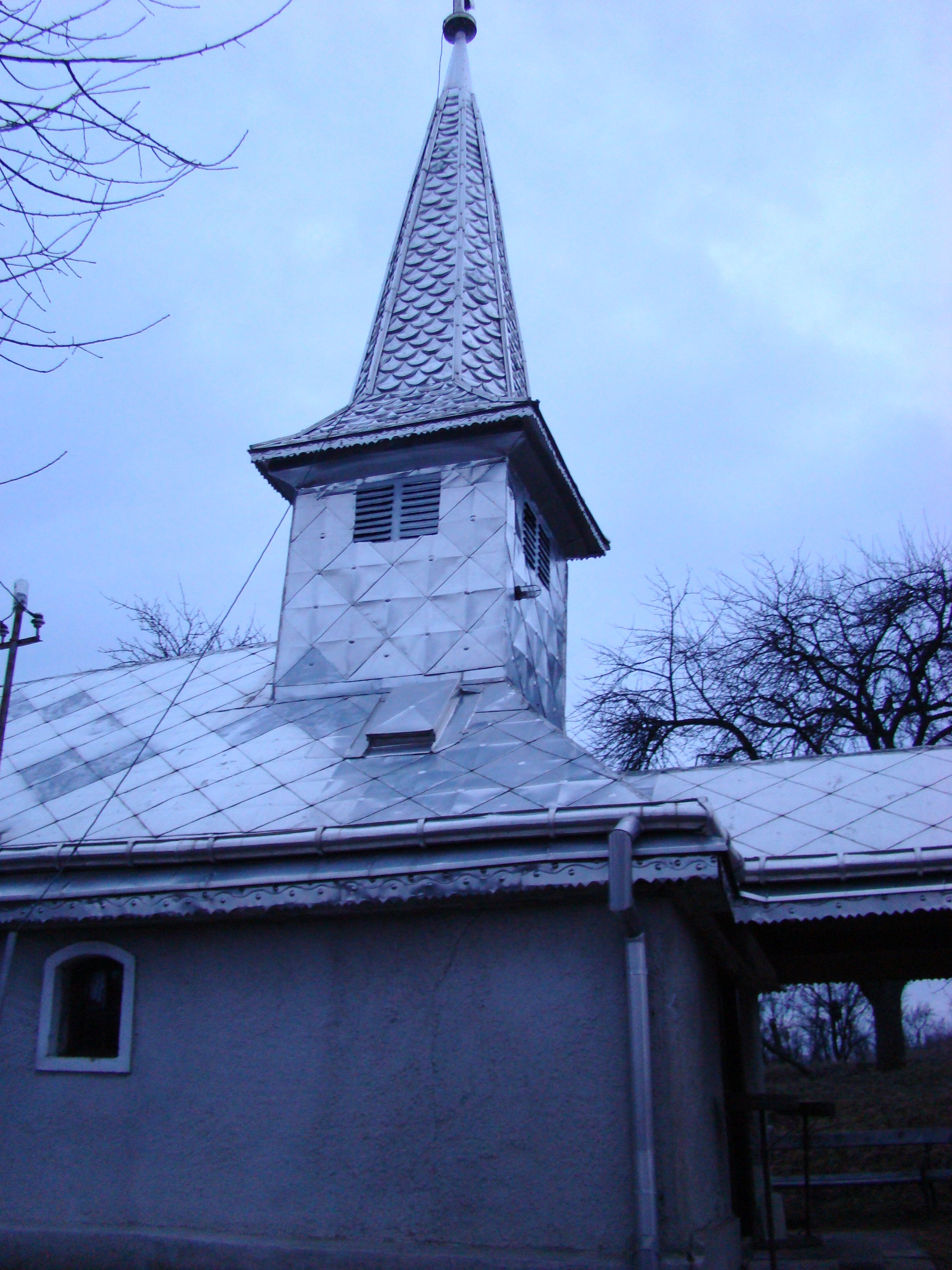
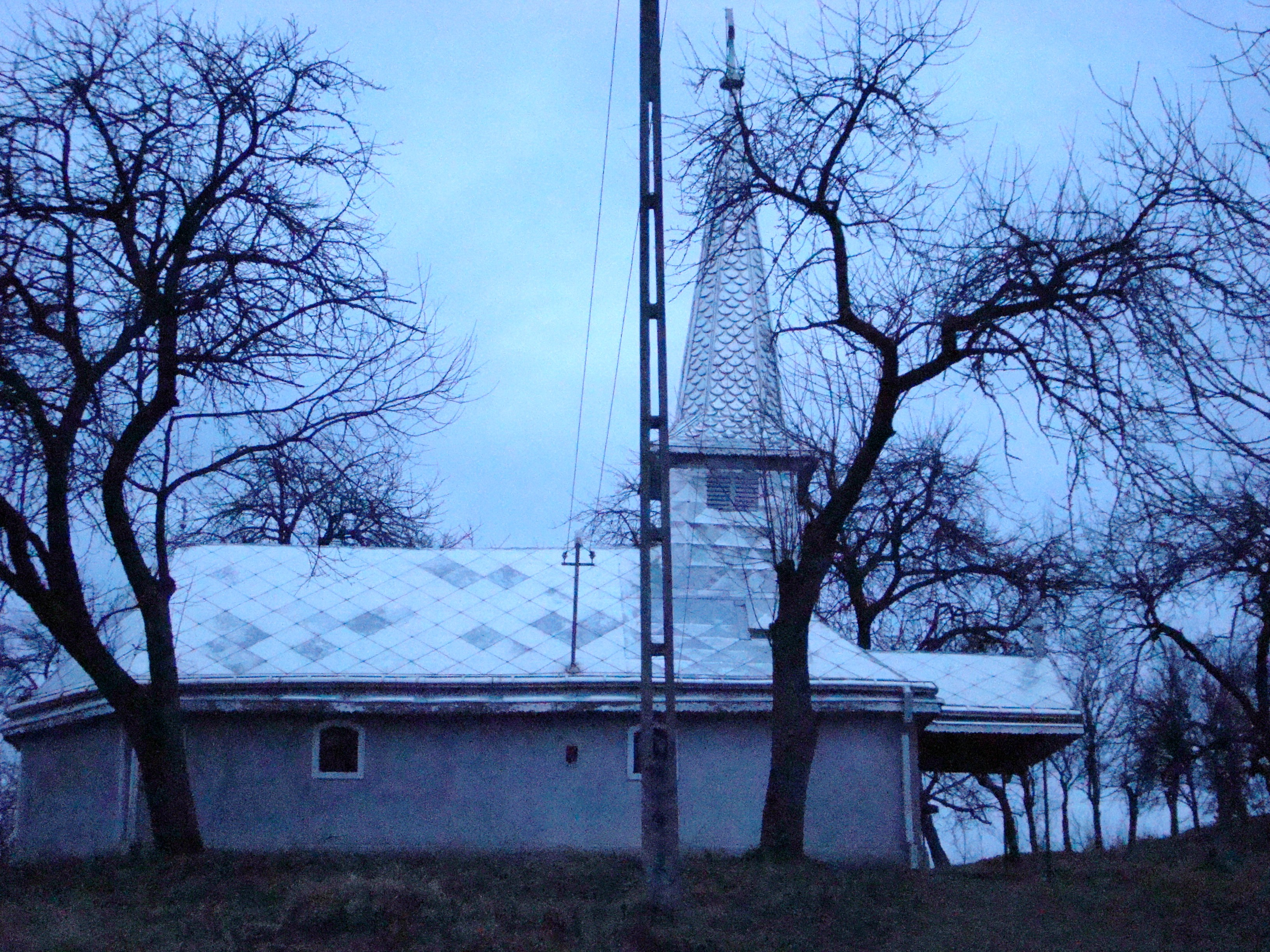
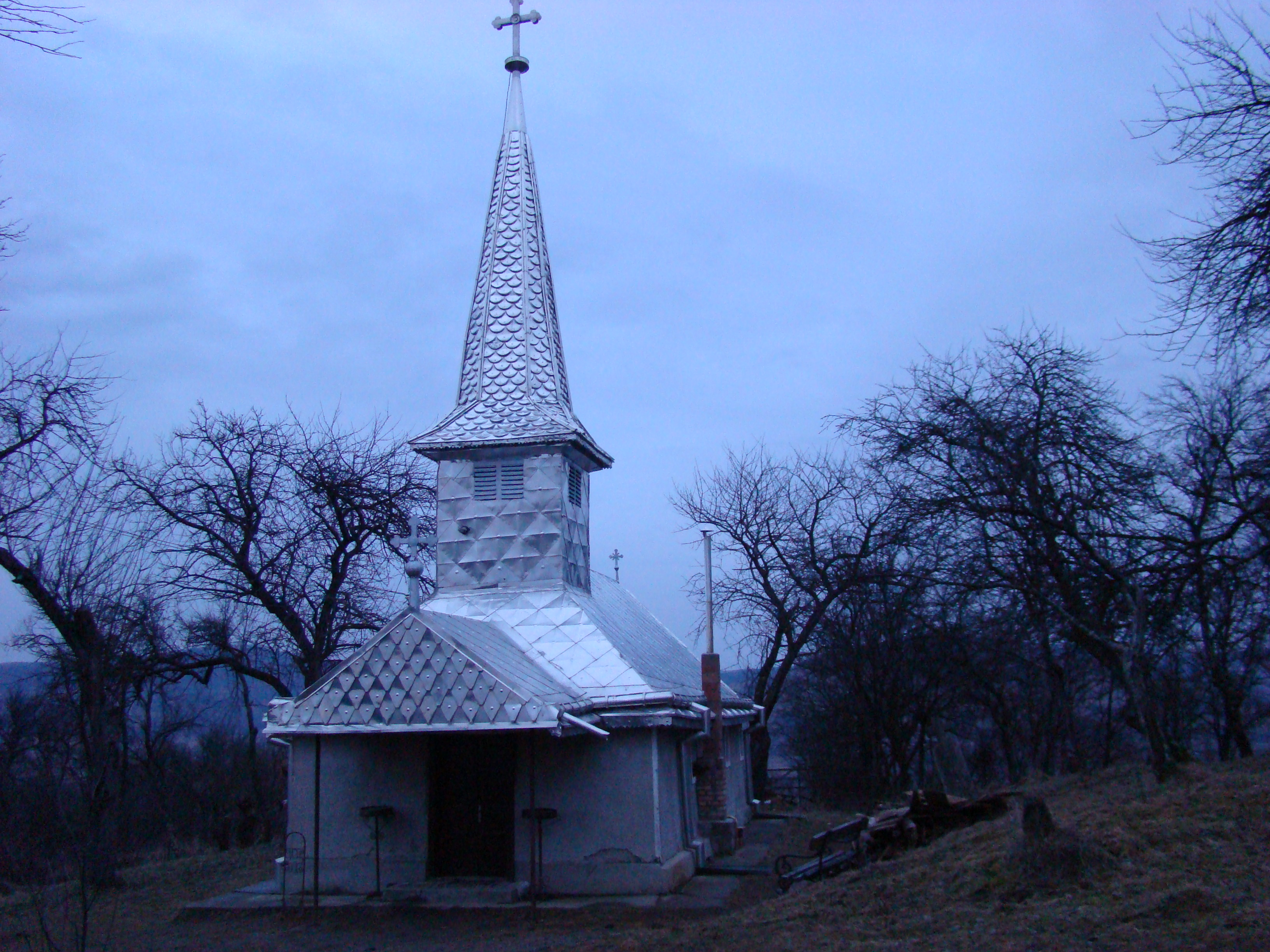
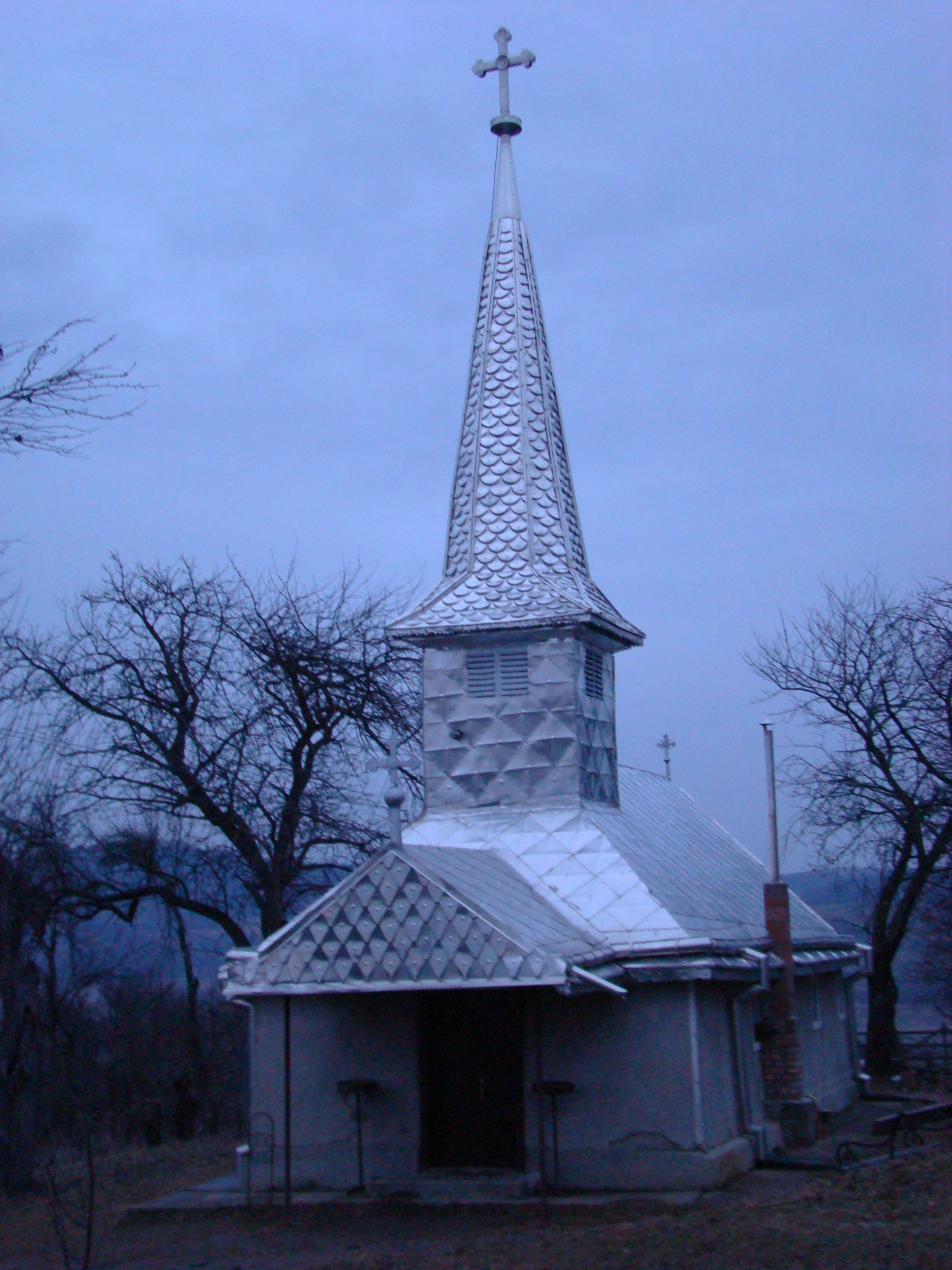
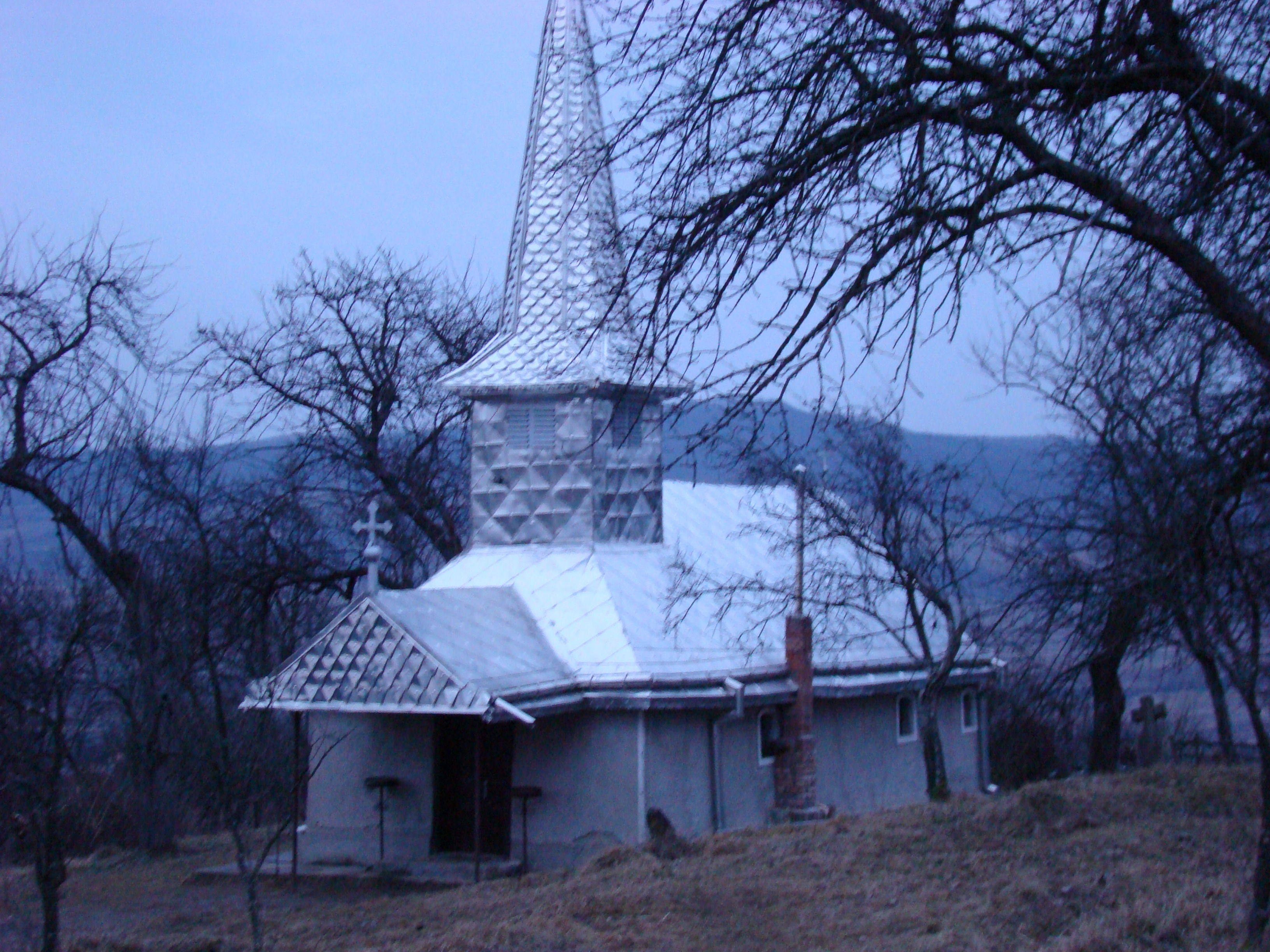
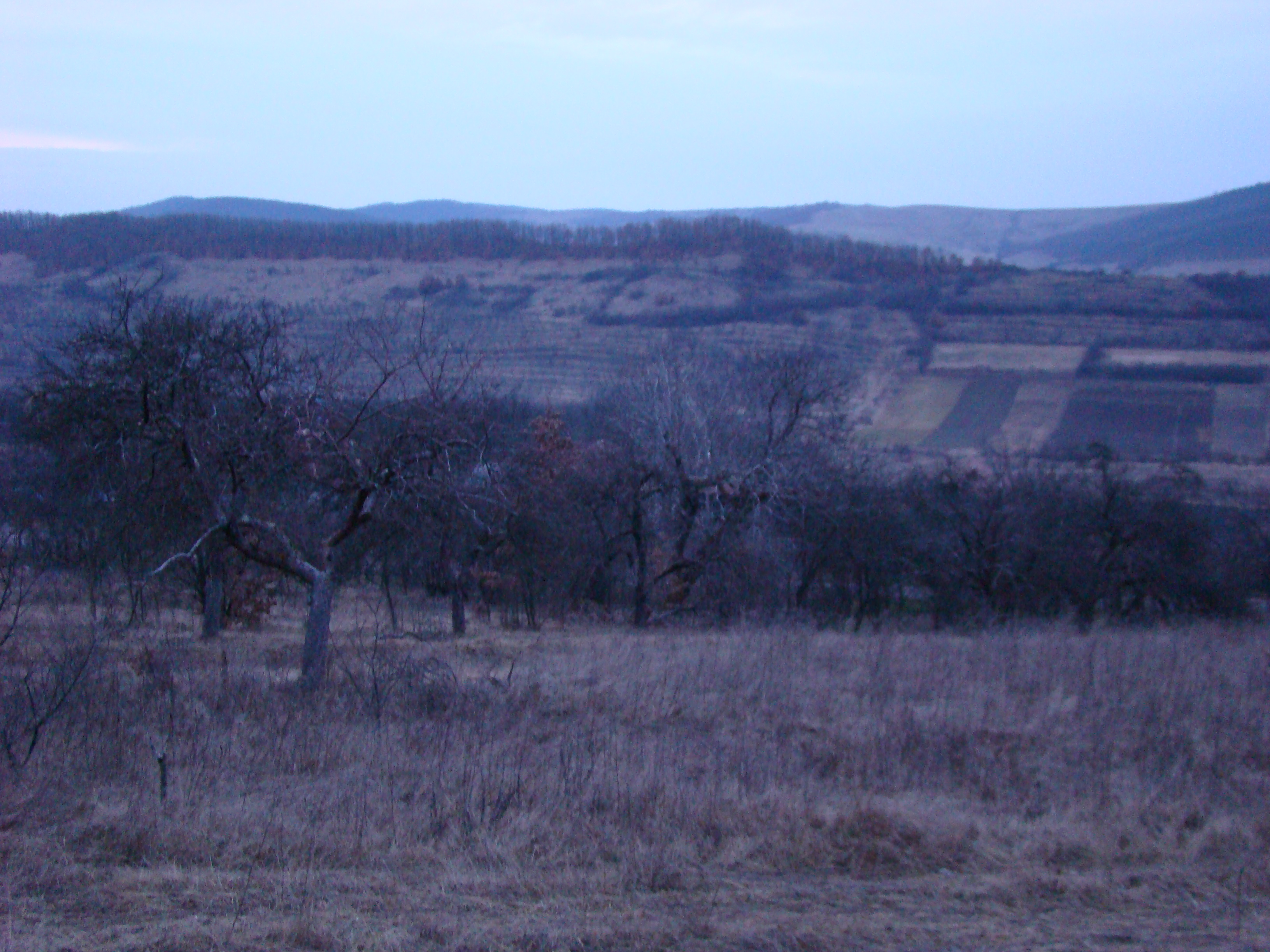
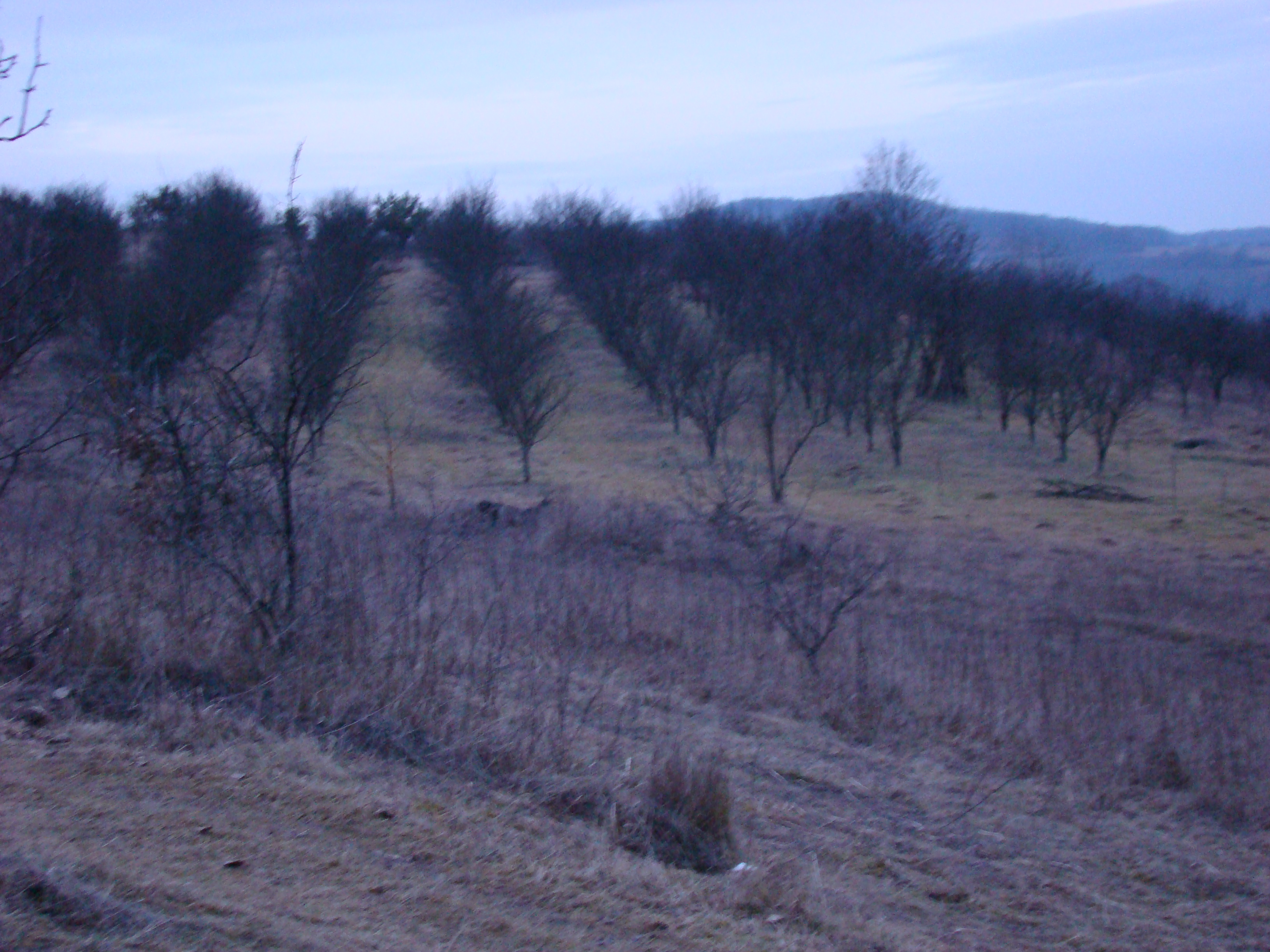
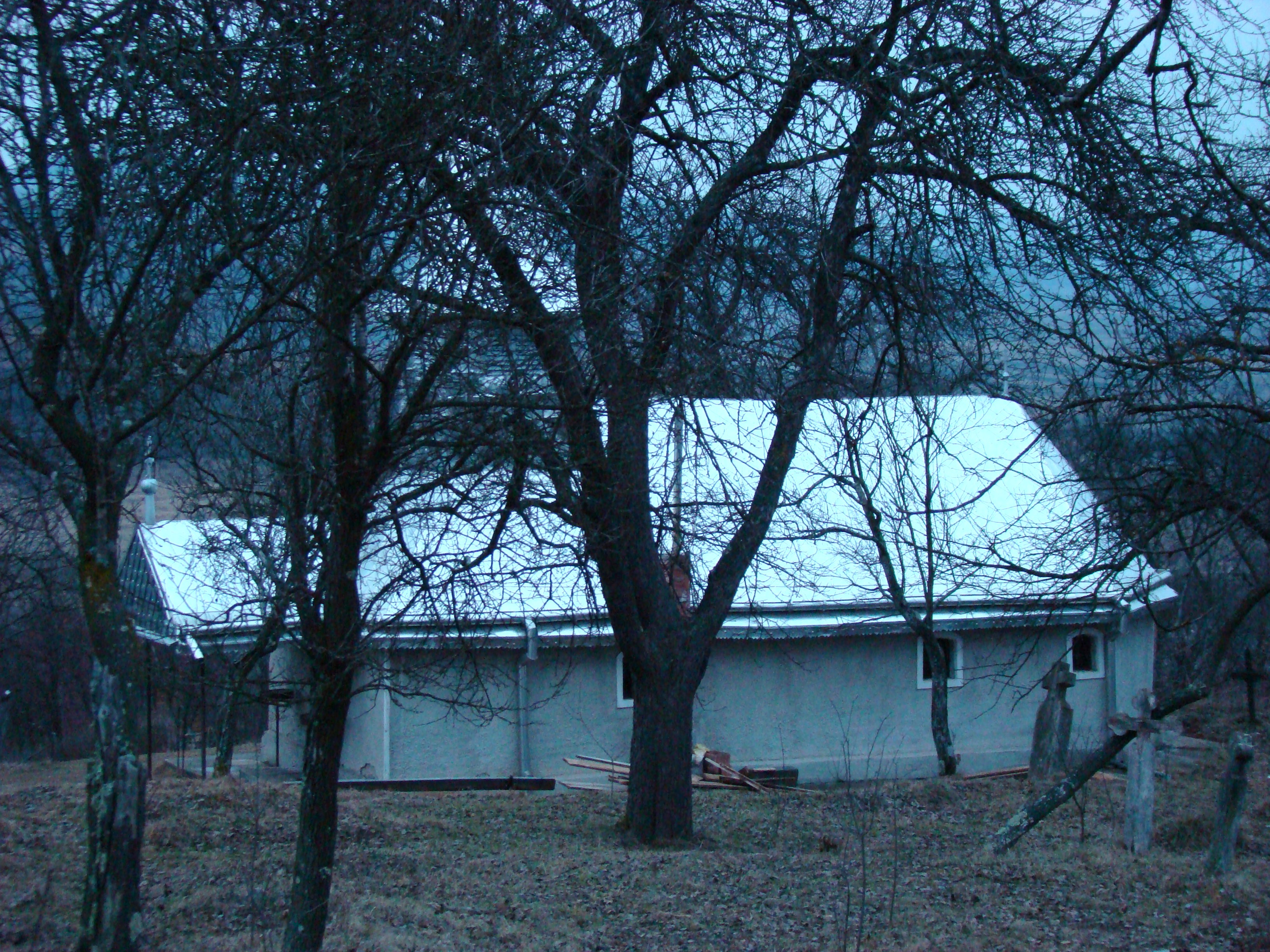
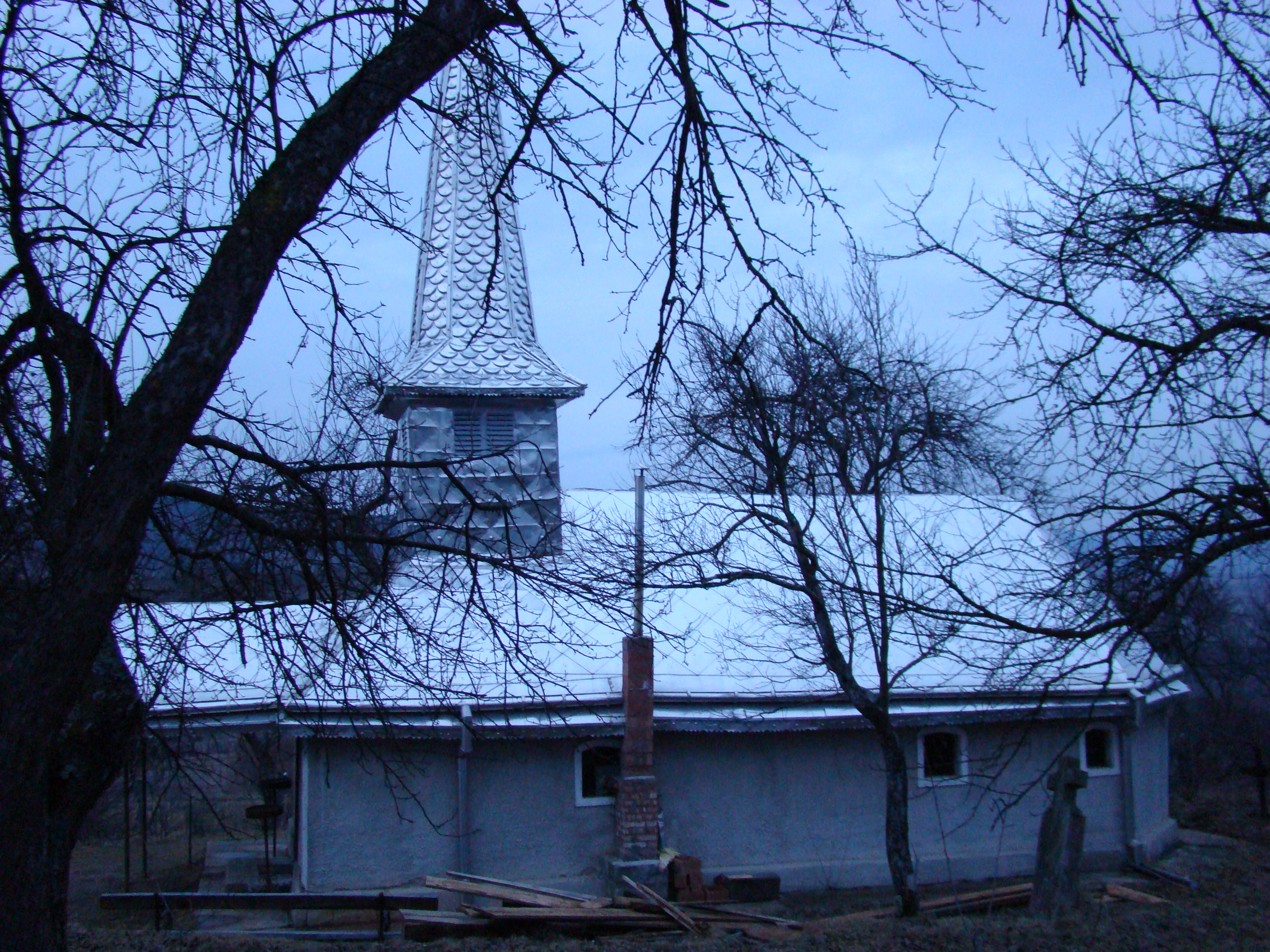
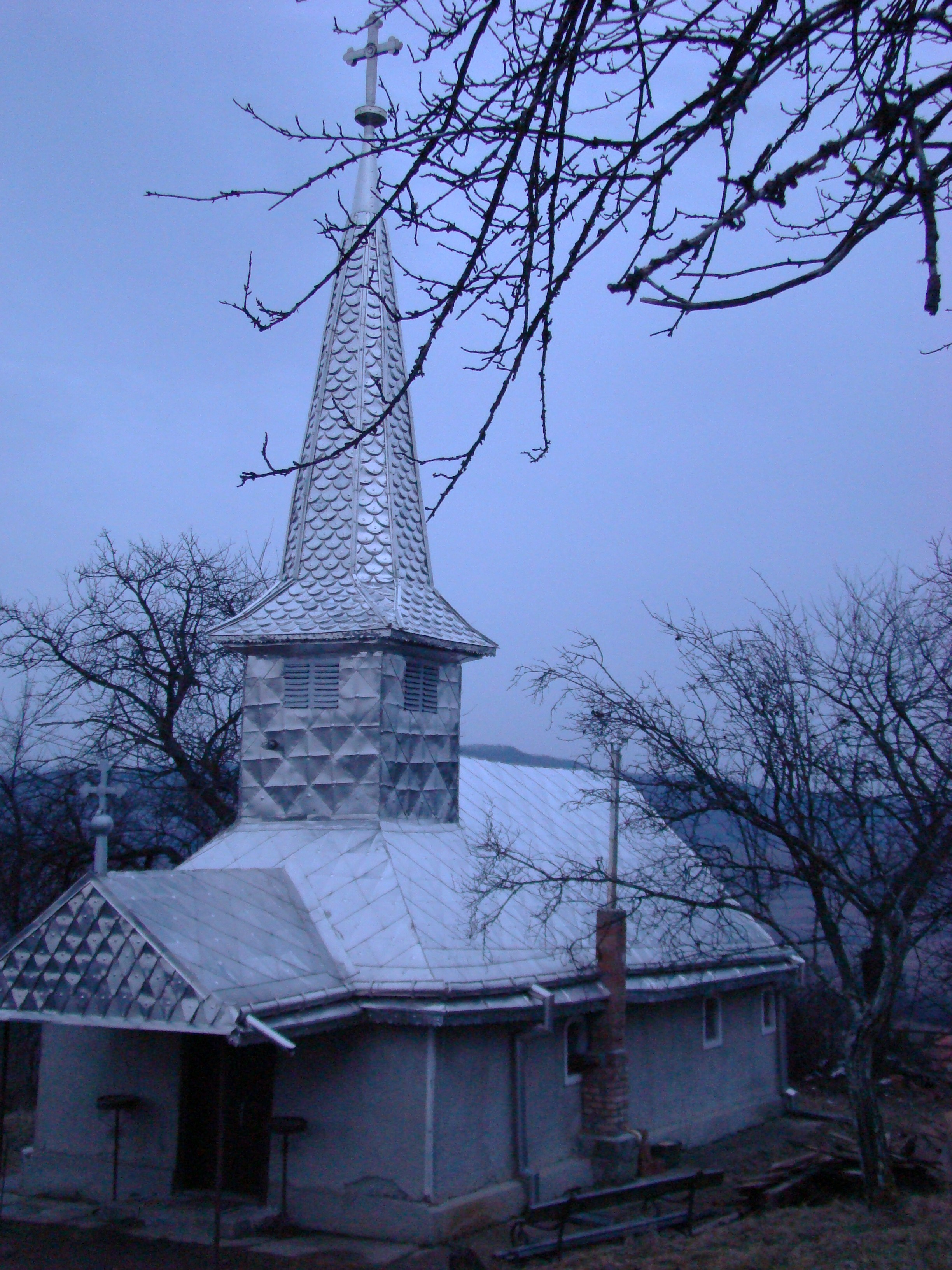
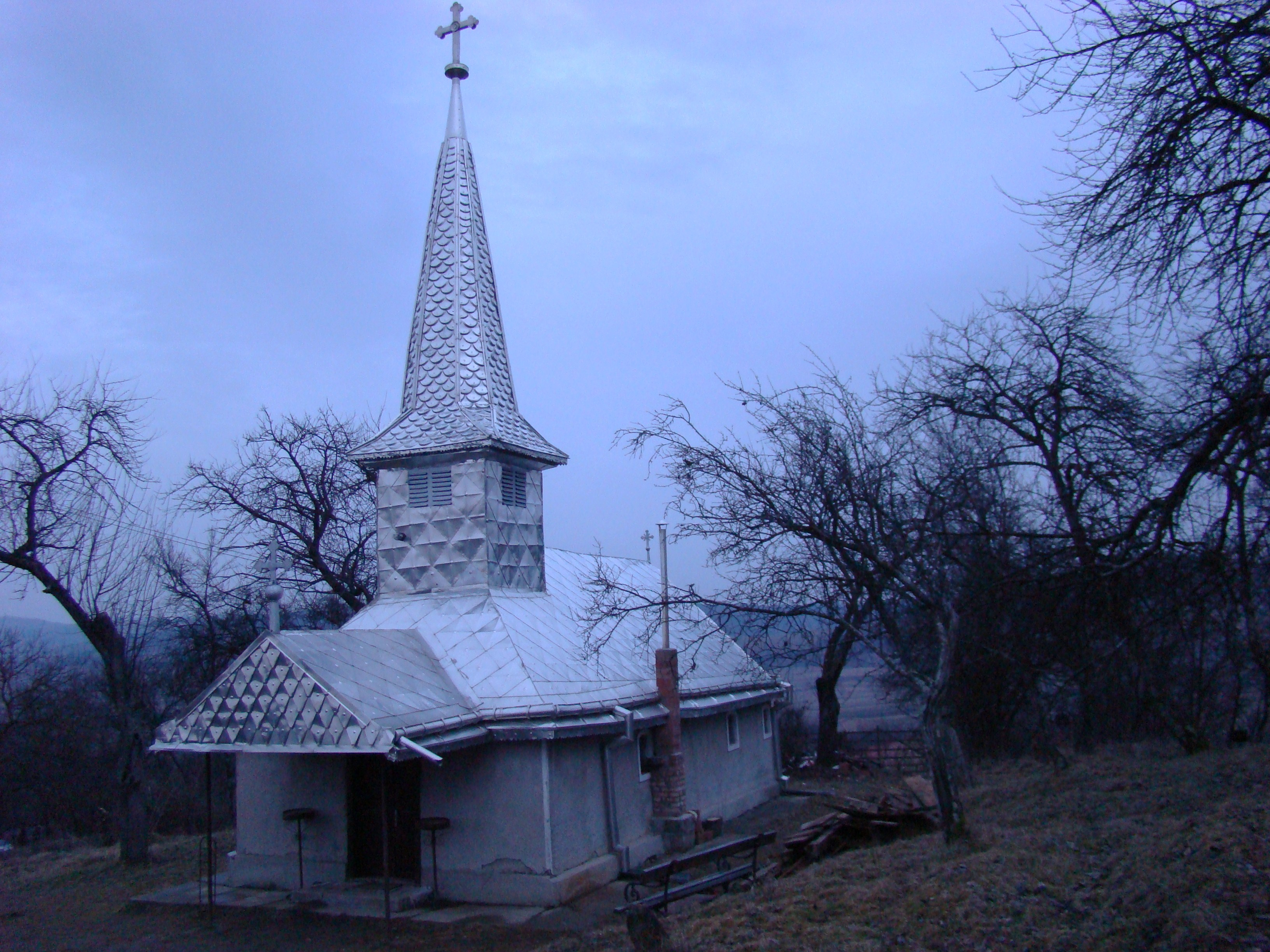
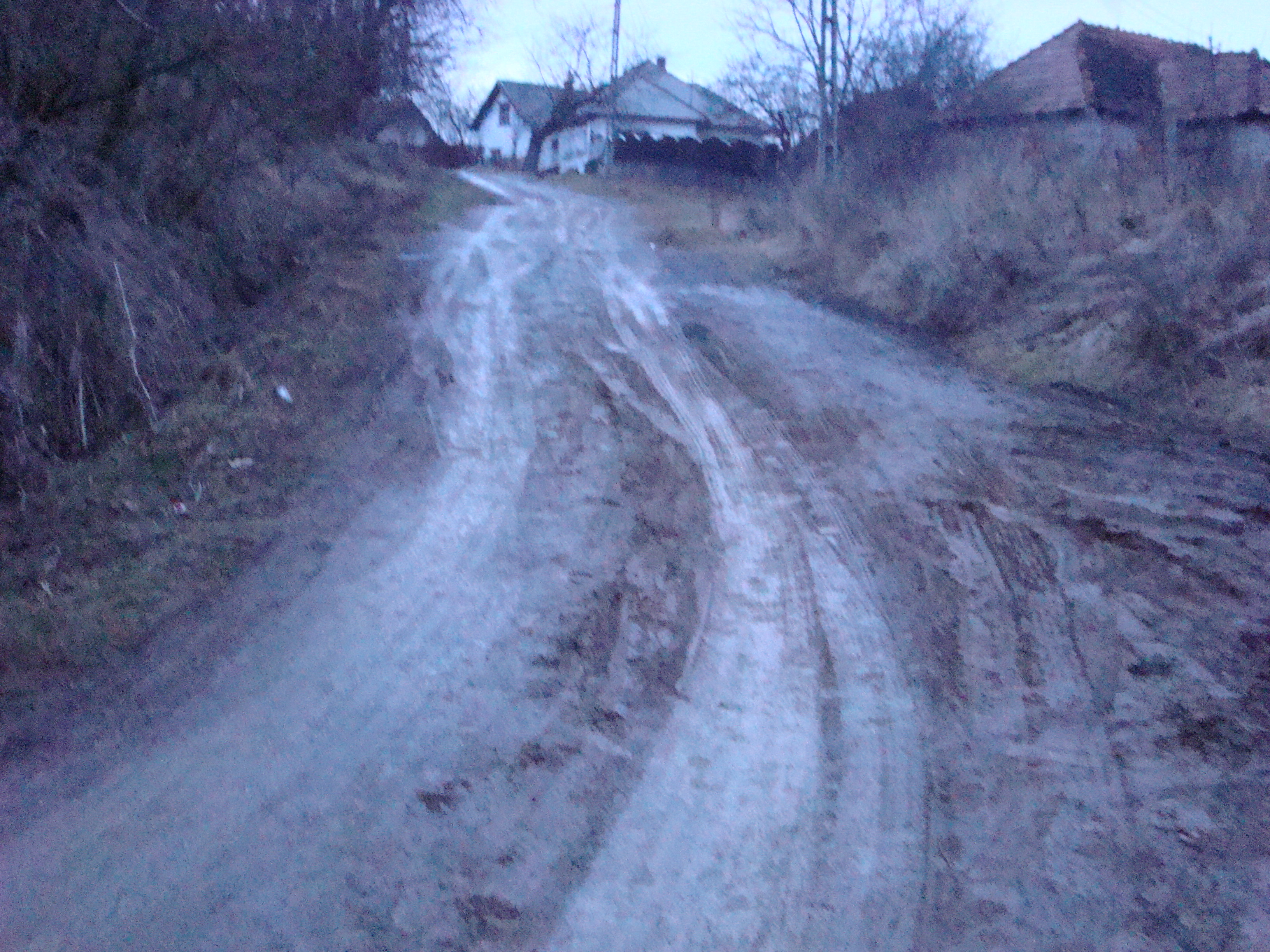
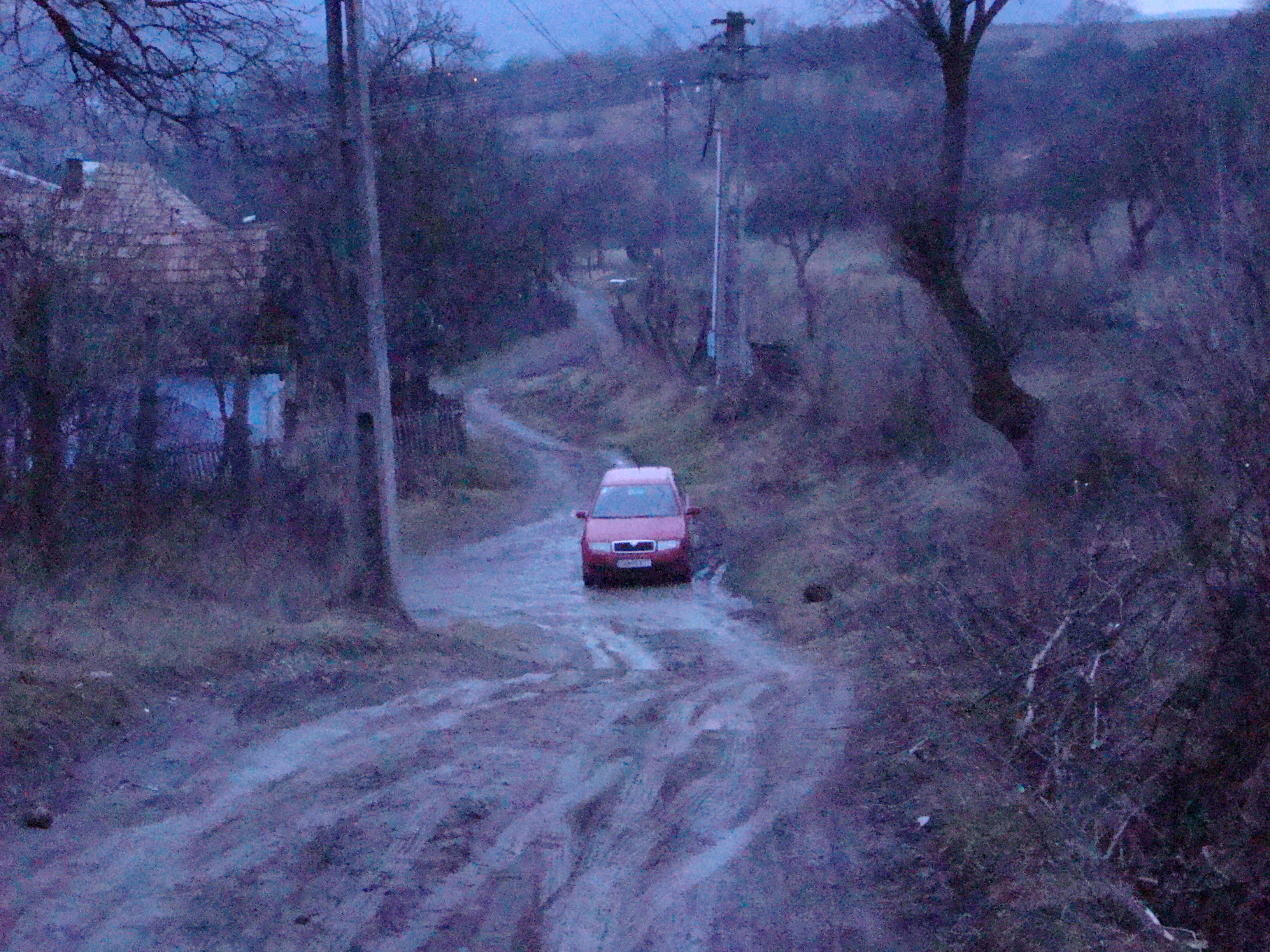